# Aleida Núñez
Aleida Nuñez (née Aleida Araceli Nuñez Flores, le 24 janvier 1975 à Lagos de Moreno de l'état Jalisco, au Mexique) est une actrice et chanteuse mexicaine. 

## Carrière
Aleida Nuñez a une sœur, Marcela Nuñez.
Elle fait des études de communication à l'université Universidad del Bajío, à León et au centre d'éducation artistique (Centro de Educación Artística) de Televisa (CEA). 
En 1998, elle déménage à Mexico pour commencer ses études au CEA qu'elle termine en 2000. Immédiatement après, elle tient son premier rôle important de fille d'Angélica María dans la comédie à succès Mamá nos quita los novios, aux côtés d'Angélica María et Julio Alemán. Elle enchaîne avec les telenovelas Salomé, Entre el amor y el odio, Las vías del amor, Mariana de la noche, Contra viento y marea et plus récemment La fea más bella, aux côtés d'Angélica Vale et Jaime Camil.
Un autre domaine dans lequel elle démontre ses qualités est celui de l'animation. Elle anime occasionnellement des émissions telles que Vida TV, et Festival de Humor. Actuellement elle présente l'émission Viva la Mañana sur le Canal 4 de Televisa.

## Filmographie

### Telenovelas
- 2001-2002 : Salomé
- 2002 : Entre el amor y el odio : India Miranda
- 2002-2003 : Las vías del amor : Lucy
- 2003-2004 : Mariana de la noche : Miguelina de Páramo
- 2005 : Contra viento y marea : Perla
- 2007 : Destilando amor : Présentatrice
- 2006-2007 : La plus belle des laides (La fea más bella) : Jazmín García
- 2008-2009 : Mañana es para siempre : Gardenia Campillo
- 2010 : Cuando me enamoro : Alfonsina Campos Flores
- 2012 : Un refugio para el amor : Violeta Trueba Ramos/Coral
- 2014-2015 : Hasta el fin del mundo : Irma Fernández

### Séries télévisées
- Mujeres asesinas

2008 : épisode Cándida, esperanzada : Doris
2010 : épisode Elvira y Mercedes, Justicieras : Mercedes González
- 2005 : Par de ases